# Rialtobroen
Rialtobroen (italiensk: Ponte di Rialto) er den ældste af de fire broer over Canal Grande i Venedig i Italien. 

## Pengebroen
Den første spæde start på en fodgængerbro over Canal Grande var en pontonbro, der blev anlagt i 1181. Den hed Ponte della Moneta (Pengebroen), sandsynligvis fordi Venedigs mønter blev slået ved broens østende.

## De første Rialto-broer
Udviklingen og vigtigheden af Rialto-markedet på østbredden af Canal Grande var med til at intensivere trafikken på den flydende pontonbro, så den blev i 1255 erstattet af en træbro. Den var bygget som to skråtstillede ramper, der mødtes i en bevægelig central sektion, som kunne hæves før passage af høje skibe. Den nære forbindelse til Rialto-markedet medførte en navneændring af broen. I løbet af det 15. århundrede blev der opstillet to rækker af småbutikker på broen, og huslejen fra disse var med til at betale for broens vedligeholdelse.
Og vedligeholdelse var vigtigt for træbroen. Den brændte delvist under en opstand i 1310. I 1444 styrtede broen sammen under vægten af tilskuerne, der overværede en bådparade på Canal Grande, og efter atter at være rejst skete det samme igen i 1524.

## Kampestensbroen
Ideen til en genopførelse af broen, men denne gang i sten, blev første gang luftet i 1503. Utallige projekter og tegninger blev præsenteret i de følgende årtier. I 1551 bad myndighederne om forslag til en ny Rialtobro i sten. Planer og skitser kom fra flere kendte arkitekter, men alle baserede sig på en klassisk konstruktion med flere brofag, hvilende på bropiller i kanalen. Palladio og Michelangelo kom med designforslag til en ny bro.
Det endelige og godkendte forslag til en kampestensbro i ét fag kom fra Antonio da Ponte. Hans bro stod færdig i 1591. Den svarede i vid udstrækning til den træbro, som den afløste. Der er to skrå fag, der ender i en central portal. På hver side af denne portal er de to skrå ramper udstyret med små butikker.
Rialtobroens lette konstruktion fik snart andre arkitekter til at forudsige en snarlig kollaps af broen. Broens fortsatte eksistens har dog gjort kritikken til skamme, og Rialtobroen er den dag i dag et arkitektonisk ikon for hele Venedig.

## Specifikationer
- Spændvidde: 28,80 meter
- Bredde: 22,90 meter
- Max frihøjde: 7,32 meter
- Byggeriet påbegyndt: 1588
- Broen indviet: 1591

## Links
- Rialtobroen omtalt på destination360 Arkiveret 25. januar 2012 hos  Wayback Machine – på engelsk